# 南仁樹
南 仁樹（ナム・インス、남인수、1918年10月18日 - 1962年6月26日）は、朝鮮の日本統治時代から活動し、1930年代後半から1950年代までヒット曲を出し続けた、大韓民国の歌手。

## 学歴
- 晋州第2公立普通学校（진주제2공립보통학교、後の蓬莱初等学校（朝鮮語版））卒業（1932年[3][4]）
- 晋州高等普通学校（진주고등보통학교、後の晋州真珠高等学校（朝鮮語版））中退

## 生涯

### 生い立ち
1918年、慶尚南道晋州で生まれた。 出生名は、崔昌洙（チェ・チャンス、최창수）であったが、幼いうちに姜文秀（カン・ムンス、강문수）と改名した。
母親チャン・ハバン（장하방）は、初めてチェ（최）氏（晋州美川面美谷里（미곡리）に嫁いだが、夫に先立たれたため、晋州・下村洞（하촌동）の姜ヨンテ（강영태）の小室（소실、側室）に入り、そこで産んだ子供が姜文秀である。
幼年時代と青少年時代については、少々不愉快に過ごしたということだけが知られている。後に南仁樹の家族は米国に移り、晋州の姜氏家とは長らく交流がなかった。これは、南仁樹の幼年期が大変苦しかったためであろうと姜氏家中では推測している。
1932年に晋州第2公立普通学校を卒業したことが、日本統治時代の朝鮮総督府学務局を通じて確認されている。その後、晋州高等普通学校に進んだが、中退している。

### 歌手活動
南仁樹は、シエロンレコードの朴英鎬や朴是春を通じて歌手としてデビューし、その後、オーケーレコードでスターになった。
南仁樹という名は、歌手デビューした際に、作詞家の姜史浪（강사랑）が作った芸名である。当時、南仁樹の登場は「百年に一度出てくるかどうかの未成人の歌手誕生」として大きく宣伝された。南仁樹は音域が広く、感情表現も豊富で、歌手としての天賦の才を持っていた。声が充実した美声である上、音高と発音が正確で、高音処理に強みを見せた。
1936年、当時9歳の少年詩人だった金相華の作った詩に曲をつけた「눈물의 해협（仮訳：涙の海峡）」で歌謡界にデビューし、1938年には、デビュー曲を李扶風（朴魯洪）が歌詞を改作した「哀愁의 小夜曲（哀愁の小夜曲）」が空前のヒットを記録した。
南仁樹の登場は、蔡奎燁、髙福壽、姜弘植など以前の世代の人気歌手の時代が終わり、歌謡界に新しい版図を開いたと評価されるほど大きな影響を及ぼした。
光復後、一時は、1949年に「신라의 달밤（新羅の月夜）」を大ヒットさせた玄仁に男性トップ歌手の座を譲るが、1954年にソウルに新設されたユニバーサルレコードから、「離別の釜山停車場」をはじめとする一連の朴是春の作曲によるヒット曲を出して復活した。
その後、病を得て、一時は故郷の晋州で療養していたが、作曲家の白英湖（백영호）の説得を受けて、1956年に釜山のビクトリーレコードから「추억의 소야곡（追憶の小夜曲）」を発表してヒットさせた。同年には、ソウルのオアシスレコードから、作詞家の半夜月、作曲家の李在鎬と組み、「산유화（山有花）」など一連のヒットを出した。
南仁樹は、その活躍ぶりから、「歌謡皇帝（가요 황제、カヨファンジェ）」という別名で呼ばれるほど大衆的な人気を得ていた。

### 私生活
南仁樹は、キム・ウンハ（김은하）という女性と結婚していたが、離婚した。
その後、1950年代以降は、同僚歌手だった李蘭影とのロマンスが広く知られた。李蘭影はもともと作曲家の金海松の妻であったが、朝鮮戦争の際に夫が失踪してしまい（拉北、殺害されたと考えられている）、南仁樹の助けを借りて金海松が運営していた楽団を引き継いだ。その後、ふたりは事実上の夫婦関係となり、李蘭影は1962年に南仁樹が肺結核で死亡するまで、看護をしていた。
南仁樹は、1962年7月に肺結核で遂に死去したが、死去する前に韓国芸能人協会（한국연예인협회）副理事長、大韓歌手協会 ko会長などを務めていたこともあり、葬儀は芸能協会葬として執り行われた。

## 評価と顕彰
南仁樹は、日本統治時代末期に百年雪、朴響林といっしょに歌った「혈서지원（血書志願）」をはじめ、「그대와 나（仮訳：君と私）」、「아들의 혈서〈仮訳：息子の血書）」など、太平洋戦争を支援する強制動員歌謡を軍国主義、日本帝国主義の下で取り入れた。このような行為により、2008年に発表された民族問題研究所の親日人名辞典収録予定者名簿の音楽部門に選定された。
「日帝強占下反民族行為真相糾明に関する特別法」にもとづいて設置された親日反民族行為真相糾明委員会は、南仁樹を、百年雪とともに、法に明示された親日反民族行為決定審議対象者リストに載せ、審議を行なったが、大衆歌手が持っていた当時の社会的地位が相対的に低かったという事実が認められ、棄却された。
晋州市が主催する芸術祭に含まれる南仁樹歌謡祭の開催をめぐっては、市民団体が南仁樹の親日経歴に抗議するなど、何度も議論があった。
晋州姜氏の家間（집안、一族）と南仁樹伝承保全会（남인수 전승 보전회）は、晋州市下村洞にある姜氏の家内墓地に南仁樹の墓を移して改葬し、管理している。この墓所の近くには、晋州市が設置した小さな亭子があり、その名を「ムンスジョン（문수정）」という。これは、南仁樹の本名である「姜文秀（カン・ムンス）」から採ったものである。
晋州市の生家は、一時期は登録文化財に登録されており、銅像や歌碑なども建てられている 。

## 代表曲
南仁樹は、20年あまりの間、生来の美声で最高の人気を享受し、「물방아 사랑」、「꼬집힌 풋사랑」、「감격시대」、「항구의 청춘시(靑春詩)」、「울며 헤진 부산항」、「서귀포 칠십리（西敀浦七十里）」、「청노새 탄식」、「낙화유수」、「남아일생」、「일가 친척〉」、「가거라 삼팔선」、「달도 하나 해도 하나」、「청춘 무성」、「고향의 그림자」、「고향은 내 사랑」、「離別의釜山停車場（離別の釜山停車場）」、「청춘 고백」、「추억의 소야곡（追憶の小夜曲）」、「산유화（山有花）」、「울리는 경부선」、「무너진 사랑탑」など、数多くのヒット曲を残した。生涯に、合わせておよそ1千曲近くの歌を歌ったが、多くは、青春の切ない愛と人生の哀悼、流浪の悲しみなどを描いた歌だった。
このほか、麗水・順天事件を題材として扱い、1949年9月1日に大韓民国初の禁止曲（금지곡）とされた、「여수야화（麗水夜話）」がある。